# Akiko Wakabayashi
Pour les articles homonymes, voir Akiko (homonymie) et Wakabayashi.
Akiko Wakabayashi (若林 映子, Wakabayashi Akiko), née le 13 décembre 1939 dans l'arrondissement d'Ōta à Tokyo, est une actrice japonaise.  
Elle est notamment connue pour avoir été James Bond girl aux côtés de Sean Connery dans On ne vit que deux fois.

## Filmographie partielle
- 1958 : Hanayome sanjūsō (花嫁三重奏?) d'Ishirō Honda

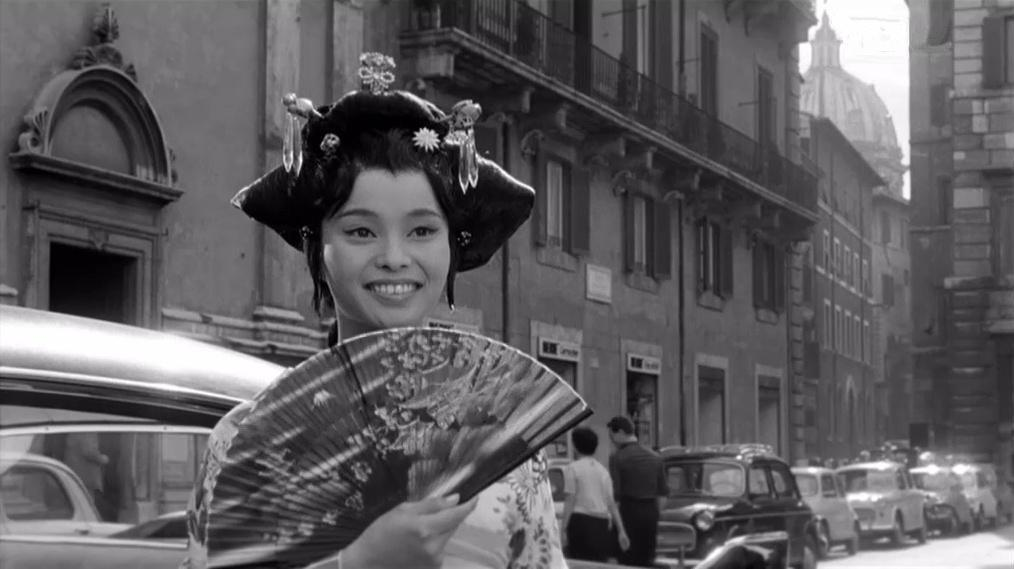
Akiko Wakabayashi dans Akiko (1961).

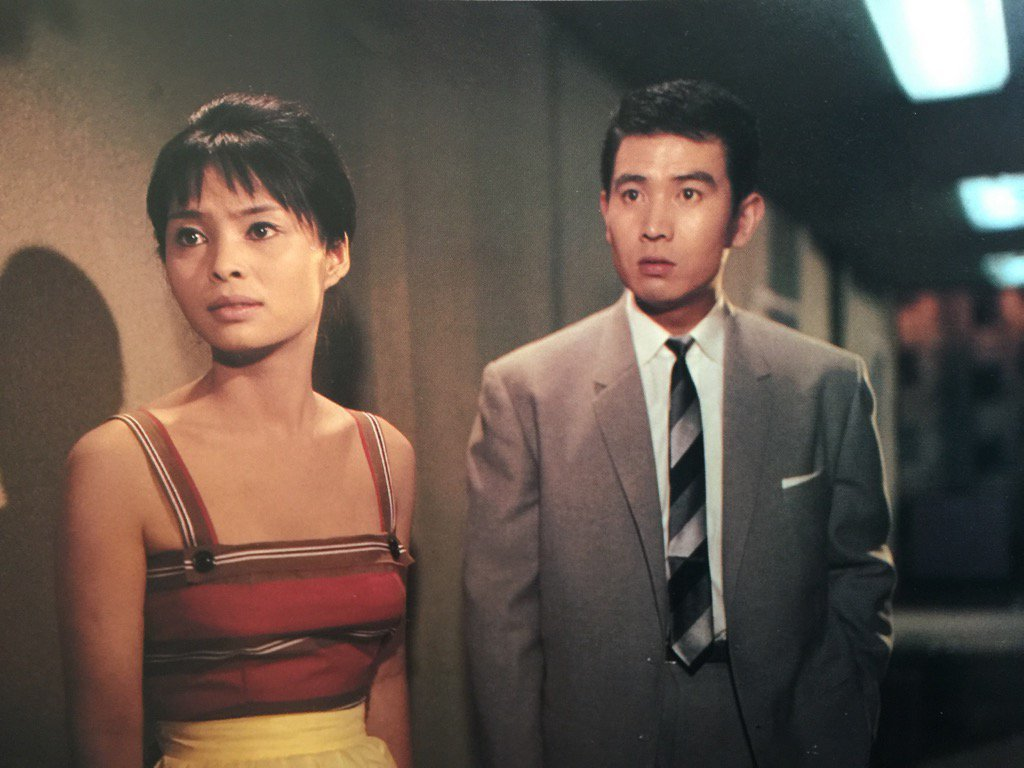
Akiko Wakabayashi et Kenji Sahara dans King Kong contre Godzilla (1962).

- 1958 : Onna tantei monogatari: Josei SOS (女探偵物語 女性ＳＯＳ?) de Hisanobu Marubayashi (ja)
- 1959 : Yajū shisubeshi (野獣死すべし?) d'Eizō Sugawa
- 1959 : Osorubeki hiasobi (恐るべき火遊び?) de Jun Fukuda
- 1960 : Quand une femme monte l'escalier (女が階段を上る時, Onna ga kaidan wo agaru toki?) de Mikio Naruse : une hôtesse
- 1960 : Femmes du bout du monde (Le orientali) de Romolo Marcellini : Sadako
- 1960 : Shin santō jūyaku: Ataru mo hakke no maki (新・三等重役 当るも八卦の巻?) de Toshio Sugie : Haruko Momoyama
- 1961 : Akiko : Akiko
- 1961 : Anna Suh, la fille de Hong-Kong (Bis zum Ende aller Tage) de Franz Peter Wirth
- 1961 : Acchan no bebī gyangu (アッちゃんのベビーギャング?) de Toshio Sugie
- 1961 : Les bandits courent dans le vent (野盗風の中を走る, Yatō kaze no naka o hashiru?) de Hiroshi Inagaki : Sawa
- 1961 : Ganbā kachō (ガンバー課長?) de Nobuo Aoyagi
- 1962 : Kanpai! Sararīman shokun (乾杯！サラリーマン諸君?) de Nobuo Aoyagi
- 1962 : Kurenai no sora (紅の空?) de Senkichi Taniguchi
- 1962 : Ai no uzushio (愛のうず潮?) de Seiji Hisamatsu
- 1962 : King Kong contre Godzilla (キングコング対ゴジラ, Kingukongu tai Gojira?) d'Ishirō Honda : Tamiye
- 1962 : Bokutachi no shippai  (僕たちの失敗?) d'Eizō Sugawa
- 1962 : Ankokugai no kiba (暗黒街の牙?) de Jun Fukuda
- 1962 : Gekkyū dorobo (月給泥棒?) de Kihachi Okamoto
- 1963 : Sararīman muteppō ikka (サラリーマン無鉄砲一家?) de Masanori Kakei (ja)
- 1963 : Nippon jitsuwa jidai (にっぽん実話時代?) de Jun Fukuda
- 1963 : Shachō gaiyūki (社長外遊記?) de Shūe Matsubayashi
- 1963 : Kokusai himitsu keisatsu: Shirei dai hachigo (国際秘密警察 指令第８号?) de Toshio Sugie : Mie Tsugawa
- 1963 : Le Défi des géants (大盗賊, Daitōzoku?) de Senkichi Taniguchi : la servante de la princesse Yaya
- 1963 : Yabunirami Nippon (やぶにらみニッポン?) de Hideo Suzuki : Nashiko
- 1964 : Kon'nichiwa akachan (こんにちは赤ちゃん?) de Shūe Matsubayashi : Shizuko Nagata
- 1964 : Dogora, the Space Monster (宇宙大怪獣 ドゴラ, Uchū daikaijū Dogora?) d'Ishirō Honda : Hamako - Gangster Moll
- 1964 : Kokusai himitsu keisatsu: Kayaku no taru (国際秘密警察 火薬の樽?) de Takashi Tsuboshima (ja)
- 1964 : Ghidrah, le monstre à trois têtes (三大怪獣 地球最大の決戦, Sandaikaijū: Chikyū saidai no kessen?) d'Ishirō Honda : la princesse Mas Selina Salno
- 1965 : Kokusai himitsu keisatsu: Kagi no kagi (国際秘密警察 鍵の鍵?) de Senkichi Taniguchi : Bai-Lan
- 1966 : L'Étranger à l'intérieur d'une femme (女の中にいる他人, Onna no naka ni iru tanin?) de Mikio Naruse : Sayuri Sugimoto
- 1966 : Les Aventures de Takla Makan (奇巌城の冒険, Kigan-jō no bōken?) de Senkichi Taniguchi
- 1966 : Arupusu no waka daishō (アルプスの若大将?) de Kengo Furusawa (ja)
- 1966 : Lily la tigresse (What's Up, Tiger Lily?) de Woody Allen (images d'archives)
- 1967 : On ne vit que deux fois (You Only Live Twice) de Lewis Gilbert : Aki
- 1968 : Sekido o kakeru otoko (赤道を駈ける男?) de Buichi Saitō : Reiko